# Arboretum du Mas Roussillon
L'arboretum du Mas Roussillon (en catalan, Arborètum de Mas Rosselló) est un arboretum de 14 hectares situé à la périphérie de Canet-en-Roussillon, dans le département des Pyrénées-Orientales, en France.

## Histoire
L'arboretum est créé en 2001. Il est géré par le Centre Catalan d'Etudes pour l'Agronomie Méditerranéenne et l'Environnement (CCEAME) et est ouvert au grand public librement.

## Collections
Il propose au public la découverte d'une collection de plantes représentant les cinq continents.
L'arboretum situé au sommet de la zone comprend plus de 1 000 espèces d'arbres et d'arbustes.
- Les vergers, situés dans le sol riche et profond de la "Salanque" ("Lac salé"), abritent des cultures d'abricots, de pêches et de cerises et une collection de plus de 50 variétés de figuiers. Cette collection est orientée vers un rôle de conservation des anciennes variétés d'arbres fruitiers du patrimoine.

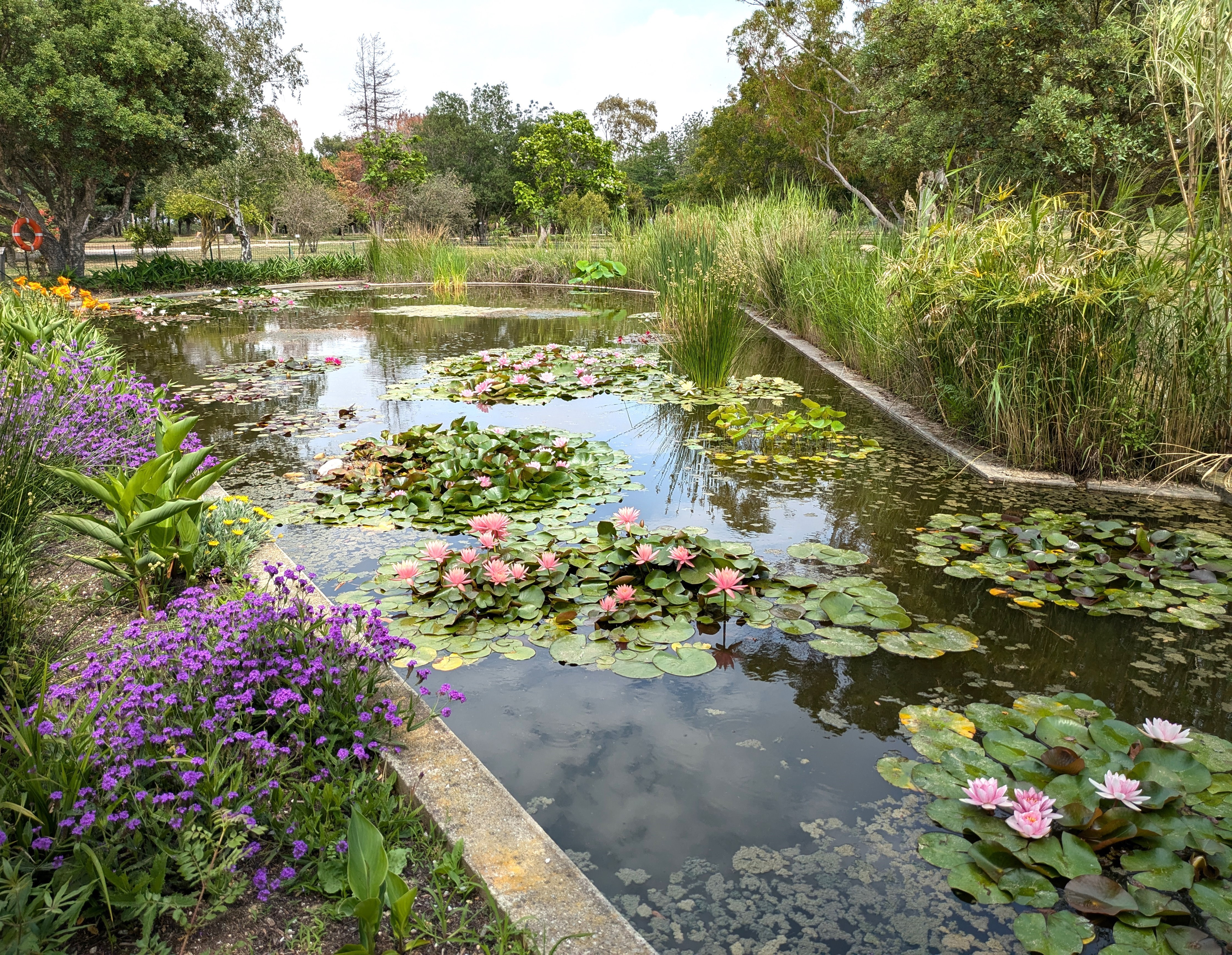
Nénuphars dans le bassin bio aquatique.

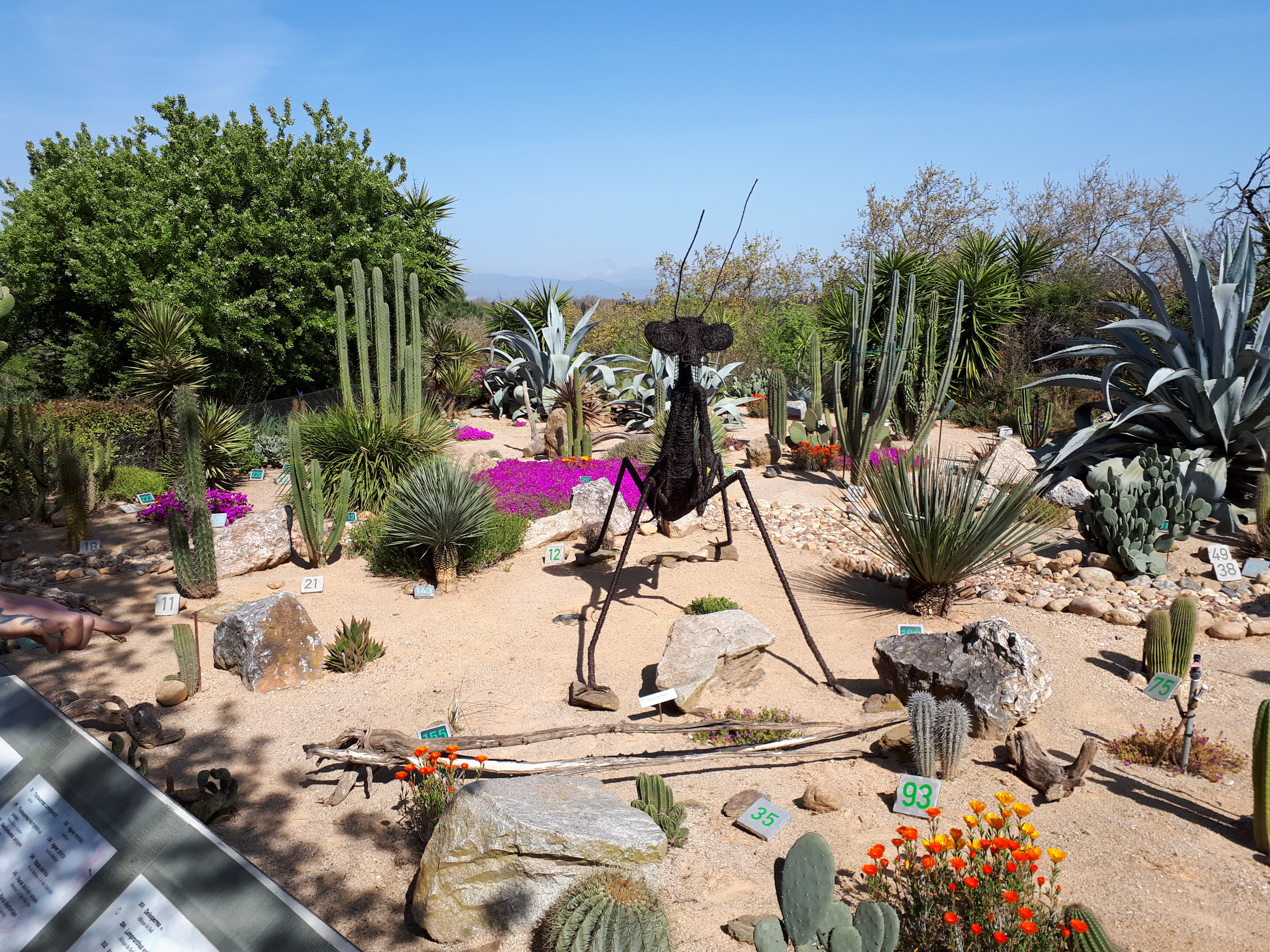
Jardin xérophyte.

- Bambuseraie située autour des vergers
- Pacaniers et Camphriers de plus de 30 ans
- "Bassin bio aquatique" avec une collection de plantes aquatiques[1]
- Jardin xérophyte, avec une collection de 300 espèces de cactus et de plantes du désert. Certains d'entre eux sont uniques en leur genre[2].

## Quelques-unes des plantes remarquables
- Collection de quinze eucalyptus, dont un près de Mas, qui a environ 140 ans. C'est l'un des meilleurs exemples d'Eucalyptus camaldulensis du Languedoc-Roussillon.
- La collection d'oliviers comprend plus de 35 variétés différentes, essentiellement du Languedoc-Roussillon.
- Cupressus cashmeriana, apparentée au cyprès de Provence, au splendide feuillage bleu pleureur, est originaire du Cachemire.
- Metasequoia glyptostroboides, découvert en tant qu'espèce en 1943. C'est la seule espèce vivante du genre Metasequoia qui soit originaire du Pliocène et qui, à ce titre, est considérée comme une forme panchronique (fossiles vivants). Espèces menacées.
- Larix decidua (Mélèze), conifère alpin emblématique qui a la particularité de perdre ses feuilles en hiver pour mieux supporter le poids de la neige.
- Le taxodium distichum ou "cyprès chauve", qui vivait en Europe jusqu'à il y a environ 8 millions d'années, ne se trouve plus naturellement qu'en Amérique du Nord.
- Pinus coulteri, communément appelé "arbre du veuf". C'est le type de pin dont le cône est le plus lourd (2 kilos) et dont sa dimension de 30 à 40 cm, rend la chute dangereux, ce qui lui a donné son nom populaire.
- Davidia involucrata, est aussi appelée "arbre des colombes", à cause de ses grosses bractées blanches qui pendent comme des mouchoirs sur toutes les branches.
- Une collection d'une trentaine de chênes différents, adaptés au climat méditerranéen.
- Un ensemble de ceps de vigne comprenant plus de 40 variétés de vigne cultivées traditionnellement, dont 36 sont cultivées dans le cadre de programmes opérationnels de vinification[3].